# På Nordpolen
På Nordpolen är Nordpolens debutalbum som släpptes på skivbolaget Sincerely Yours.

## Låtlista
1. "Har inte tid" - 4:38
2. "Skimret" - 4:03
3. "En meter under marken" - 4:53
4. "Under" - 5:23
5. "John Travolta" - 3:44
6. "Ingen poäng" - 4:04
7. "Vem har sagt" - 4:49
8. "Reglerna har ändrats" - 5:32
9. "På nordpolen" - 5:23

## Listplaceringar
| Lista (2008) | Topplacering |
| ------------ | ------------ |
| Sverige      | 51           |